# Pseudogagrella
Pseudogagrella – rodzaj kosarzy z podrzędu Eupnoi i rodziny Sclerosomatidae.

## Występowanie
Przedstawiciele rodzaju zamieszkują Chiny kontynentalne oraz Tajwan.

## Systematyka
Opisano dotąd 13 gatunków kosarzy z tego rodzaju:
- Pseudogagrella amamiana (Nakatsudi, 1942)
- Pseudogagrella andoi Suzuki, 1977
- Pseudogagrella arishana Suzuki, 1977
- Pseudogagrella chekiangensis Wang, 1941
- Pseudogagrella cyanea (Roewer, 1915)
- Pseudogagrella minuta Roewer, 1957
- Pseudogagrella multimaculata Roewer, 1957
- Pseudogagrella pingi Wang, 1941
- Pseudogagrella sakishimensis Suzuki, 1971
- Pseudogagrella similis Wang, 1941
- Pseudogagrella sinensis Redikorzev, 1936
- Pseudogagrella taiwana Suzuki, 1977
- Pseudogagrella wangi Roewer, 1957